# Ciclismo ai XIX Giochi asiatici
Le gare di ciclismo ai XIX Giochi asiatici si sono svolte dal 25 settembre al 5 ottobre 2023 a Hangzhou.

## Calendario
| Q | Qualificazioni | F | Finali |

| Evento↓/Data →                   | 25 Lun | 26 Mar | 26 Mar | 27 Mer | 27 Mer | 28 Gio | 29 Ven | 29 Ven | 30 Sab | 1 Dom | 2 Lun | 3 Mar | 4 Mer | 5 Gio |     |     |     |     |     |
| BMX                              | BMX    | BMX    | BMX    | BMX    | BMX    | BMX    | BMX    | BMX    | BMX    | BMX   | BMX   | BMX   | BMX   | BMX   | BMX | BMX | BMX | BMX | BMX |
| -------------------------------- | ------ | ------ | ------ | ------ | ------ | ------ | ------ | ------ | ------ | ----- | ----- | ----- | ----- | ----- | --- | --- | --- | --- | --- |
| BMX maschile                     |        |        |        |        |        |        |        |        |        | F     |       |       |       |       |     |     |     |     |     |
| BMX femminile                    |        |        |        |        |        |        |        |        |        | F     |       |       |       |       |     |     |     |     |     |
| Mountain bike                    |        |        |        |        |        |        |        |        |        |       |       |       |       |       |     |     |     |     |     |
| Cross country maschile           | F      |        |        |        |        |        |        |        |        |       |       |       |       |       |     |     |     |     |     |
| Cross country femminile          | F      |        |        |        |        |        |        |        |        |       |       |       |       |       |     |     |     |     |     |
| Strada                           |        |        |        |        |        |        |        |        |        |       |       |       |       |       |     |     |     |     |     |
| Corsa in linea maschile          |        |        |        |        |        |        |        |        |        |       |       |       |       | F     |     |     |     |     |     |
| Cronometro maschile              |        |        |        |        |        |        |        |        |        |       |       | F     |       |       |     |     |     |     |     |
| Corsa in linea femminile         |        |        |        |        |        |        |        |        |        |       |       |       | F     |       |     |     |     |     |     |
| Cronometro femminile             |        |        |        |        |        |        |        |        |        |       |       | F     |       |       |     |     |     |     |     |
| Pista                            |        |        |        |        |        |        |        |        |        |       |       |       |       |       |     |     |     |     |     |
| Velocità maschile                |        |        |        | Q      | Q      | F      |        |        |        |       |       |       |       |       |     |     |     |     |     |
| Keirin maschile                  |        |        |        |        |        |        | Q      | F      |        |       |       |       |       |       |     |     |     |     |     |
| Omnium maschile                  |        |        |        |        |        | F      |        |        |        |       |       |       |       |       |     |     |     |     |     |
| Americana maschile               |        |        |        |        |        |        | F      | F      |        |       |       |       |       |       |     |     |     |     |     |
| Velocità a squadre maschile      |        | Q      | F      |        |        |        |        |        |        |       |       |       |       |       |     |     |     |     |     |
| Inseguimento a squadre maschile  |        | Q      | Q      | F      | F      |        |        |        |        |       |       |       |       |       |     |     |     |     |     |
| Velocità femminile               |        |        |        |        |        | Q      | F      | F      |        |       |       |       |       |       |     |     |     |     |     |
| Keirin femminile                 |        |        |        | Q      | F      |        |        |        |        |       |       |       |       |       |     |     |     |     |     |
| Omnium femminile                 |        |        |        |        |        |        | F      | F      |        |       |       |       |       |       |     |     |     |     |     |
| Americana femminile              |        |        |        |        |        | F      |        |        |        |       |       |       |       |       |     |     |     |     |     |
| Velocità a squadre femminile     |        | Q      | F      |        |        |        |        |        |        |       |       |       |       |       |     |     |     |     |     |
| Inseguimento a squadre femminile |        | Q      | Q      | F      | F      |        |        |        |        |       |       |       |       |       |     |     |     |     |     |

## Podi

### Uomini
| Evento                            | Oro                                                                                 | Prestazione | Argento                                           | Prestazione | Bronzo                                                                    | Prestazione |
| Ciclismo su strada                |                                                                                     |             |                                                   |             |                                                                           |             |
| Corsa in linea (dettagli)         | Evgenij Fëdorov                                                                     | 4h25'29"    | Aleksej Lucenko                                   | s.t.        | Jambaljamts Sainbayar                                                     | a 5'42"     |
| Corsa a cronometro (dettagli)     | Aleksej Lucenko                                                                     | 48'05"75    | Xue Ming                                          | +2'00"8     | Vincent Lau                                                               | +2'12"01    |
| Ciclismo su pista                 |                                                                                     |             |                                                   |             |                                                                           |             |
| Inseguimento a squadre (dettagli) | Giappone Shoi Matsuda Kazushige Kuboki Eiya Hashimoto Naoki Kojima Shunsuke Imamura |             | Cina Sun Haijiao Yang Yang Zhang Haiao Sun Wentao |             | Corea del Sud Kim Hyeon-seok Min Kyeong-ho Jang Hun Shin Dong-in          |             |
| Velocità (dettagli)               | Kaiya Ota                                                                           |             | Zhou Yu                                           |             | Muhammad Shah Firdaus Sahrom                                              |             |
| Velocità a squadre (dettagli)     | Giappone Yoshitaku Nagasako Kaiya Ota Yuta Obara Shinji Nakano                      | 42"934      | Cina Guo Shuai Zhou Yu Liu Qi Xue Chenxi          | 42"968      | Malaysia Umar Hasbullah Muhammad Ridwan Sahrom Muhammad Fadhil Mohd Zonis | 44"165      |
| Keirin (dettagli)                 | Zhou Yu                                                                             |             | Kang Seo-jun                                      |             | Muhammad Shah Firdaus Sahrom                                              |             |
| Americana (dettagli)              | Giappone Naoki Kojima Shunsuke Imamura                                              | 50          | Corea del Sud Shin Dong-in Kim Eu-ro              | 40          | Kazakistan Artıom Zaharov Ramis Dinmukhametov                             | 27          |
| Omnium (dettagli)                 | Kazushige Kuboki                                                                    |             | Leung Ka Yu                                       |             | Ahmed Al-Mansoori                                                         |             |
| Mountain bike                     |                                                                                     |             |                                                   |             |                                                                           |             |
| Cross country (dettagli)          | Mi Jiujiang                                                                         | 1'32"37     | Yuan Jinwei                                       | 1'35"49     | Toki Sawada                                                               | 1'40"27     |
| BMX                               |                                                                                     |             |                                                   |             |                                                                           |             |
| Corsa (dettagli)                  | Asuma Nakai                                                                         | 37"542      | Komet Sukprasert                                  | 38"478      | Patrick Bren Coo                                                          | 39"076      |

### Donne
| Evento                            | Oro                                                            | Prestazione | Argento                                                            | Prestazione | Bronzo                                                                              | Prestazione |
| Ciclismo su strada                |                                                                |             |                                                                    |             |                                                                                     |             |
| Corsa in linea (dettagli)         | Yang Qianyu                                                    | 3h36'07"    | Na Ah-reum                                                         | s.t.        | Jutatip Maneephan                                                                   | s.t.        |
| Corsa a cronometro (dettagli)     | Ol'ga Zabelinskaja                                             | 24'35"99    | Eri Yonamine                                                       | +59"60      | Rinata Sultanova                                                                    | +1'00"11    |
| Ciclismo su pista                 |                                                                |             |                                                                    |             |                                                                                     |             |
| Inseguimento a squadre (dettagli) | Giappone Yumi Kajihara Mizuki Ikeda Tsuyaka Uchino Maho Kakita | 4'21"224    | Cina Wang Susu Wei Suwan Wang Xiaoyue Zhang Hongjie                | 4'21"285    | Hong Kong Lee Sze Wing Yang Qianyu Leung Bo Yee Leung Wing Yee                      | 4'28"888    |
| Velocità (dettagli)               | Mina Sato                                                      |             | Yuan Liying                                                        |             | Riyu Ohta                                                                           |             |
| Velocità a squadre (dettagli)     | Cina Guo Yufang Bao Shanju Yuan Liying Jiang Yulu              | 46"376      | Corea del Sud Hwang Hyeon-seo Kim Hae-un Cho Sun-young Lee Hye-jin | 50"012      | Malaysia Nurul Aliana Syafika Azizan Nurul Izzah Izzati Mohd Asri Anis Amira Rosidi | 49"025      |
| Keirin (dettagli)                 | Mina Sato                                                      |             | Wang Lijuan                                                        | +0"070      | Zhang Linyin                                                                        | +0"418      |
| Americana (dettagli)              | Giappone Maho Kakita Tsuyaka Uchino                            | 50 pt.      | Hong Kong Lee Sze Wing Yang Qianyu                                 | 40 pt.      | Corea del Sud Lee Ju-mi Na Ah-reum                                                  | 27 pt.      |
| Omnium (dettagli)                 | Yumi Kajihara                                                  | 1'30"59     | Lee Sze Wing                                                       | 1'36"45     | Liu Jiali                                                                           | 1'42"44     |
| Mountain bike                     |                                                                |             |                                                                    |             |                                                                                     |             |
| Cross country (dettagli)          | Li Hongfeng                                                    | 1'30"59     | Ma Caixia                                                          | 1'36"45     | Faranak Partoazar                                                                   | 1'42"44     |
| BMX                               |                                                                |             |                                                                    |             |                                                                                     |             |
| Corsa (dettagli)                  | Amellya Nur Sifa                                               |             | Gu Quanquan                                                        |             | Jasmine Azzahra Setyobudi                                                           |             |

## Medagliere
| Pos.   | Paese               | Oro | Argento | Bronzo | Totale |
| ------ | ------------------- | --- | ------- | ------ | ------ |
| 1      | Giappone            | 11  | 1       | 2      | 14     |
| 2      | Cina                | 4   | 10      | 2      | 16     |
| 3      | Kazakistan          | 2   | 1       | 2      | 5      |
| 4      | Hong Kong           | 1   | 3       | 2      | 6      |
| 5      | Indonesia           | 1   | 0       | 1      | 2      |
| 6      | Uzbekistan          | 1   | 0       | 0      | 1      |
| 7      | Corea del Sud       | 0   | 4       | 2      | 6      |
| 8      | Thailandia          | 0   | 1       | 1      | 2      |
| 9      | Malaysia            | 0   | 0       | 4      | 4      |
| 10     | Emirati Arabi Uniti | 0   | 0       | 1      | 1      |
| 10     | Filippine           | 0   | 0       | 1      | 1      |
| 10     | Iran                | 0   | 0       | 1      | 1      |
| 10     | Mongolia            | 0   | 0       | 1      | 1      |
| Totale | Totale              | 20  | 20      | 20     | 60     |